# Eleccions regionals de Sicília de 1947
Les primeres eleccions regionals per a escollir l'Assemblea Regional de Sicília se celebraren el 20 d'abril de 1947. La participació fou del 79,8%.
| ← Eleccions regionals de Sicília, 1947 →            |           |        |        |
| Partits                                             | vots      | %      | escons |
| Bloc del Poble                                      | 591.870   | 30,4%  | 25     |
| Partit Democràtic Cristià                           | 400.084   | 20,5%  | 21     |
| Bloc Democràtic Liberal Qualunquista                | 287.698   | 14,8%  | 13     |
| Partit Nacional Monàrquic (PNM)                     | 185.423   | 9,5%   | 10     |
| Moviment Independentista Sicilià (MIS)              | 171.470   | 8,8%   | 9      |
| Partit Socialista dels Treballadors Italians (PSLI) | 82.175    | 4,2%   | 7      |
| Partit Republicà Italià (PRI)                       | 74.570    | 3,8%   | 3      |
| Unió Democràtica Siciliana                          | 40.149    | 2,1%   | 1      |
| Fronte dell'Uomo Qualunque                          | 30.179    | 1,5%   | 1      |
| altres                                              | 84.842    | 4,4%   | -      |
| Total                                               | 1.948.460 | 100,00 | 90     |

Fonts: Ministeri del l'Interior, ISTAT i Assemblea Regional Siciliana